# Nicholas Ridley-Colborne (1er baron Colborne)
Nicholas William Ridley-Colborne, 1er baron Colborne (14 avril 1779 - 3 mai 1854) est un homme politique britannique.

## Biographie
Né Nicholas Ridley, il est le fils cadet de Matthew White Ridley (2e baronnet), et de Sarah (décédée en 1806), fille de Benjamin Colborne. En 1803, il prend par licence royale le nom de famille supplémentaire de Colborne.
Ridley-Colborne siège comme député de Bletchingley de 1805 à 1806, de Malmesbury de 1806 à 1807, d'Appleby de 1807 à 1812, de Thetford de 1818 à 1826, de Horsham de 1827 à 1832 et de Wells de 1834 à 1837 . En 1839, il est élevé à la pairie en tant que baron Colborne, de West Harling dans le comté de Norfolk.

## Famille
Lord Colborne épouse Charlotte, fille de Thomas Steele, en 1808. Ils ont cinq enfants:
- Maria Charlotte Ridley-Colborne (décédée le 31 août 1883)
- Henrietta Susannah Ridley-Colborne (1810 - juin 1880)
- Emily Frances Ridley-Colborne (1811-13 octobre 1849), épousa John Moyer Heathcote le 11 avril 1833
- William Nicholas Ridley-Colborne (24 juillet 1814-23 mars 1846), député de Richmond 1841-1846
- Louisa Harriet Ridley-Colborne

Lord Colborne meurt en mai 1854, à l'âge de 75 ans et est inhumé au cimetière de Kensal Green. Comme il n'a pas de fils survivants, la baronnie s'est éteinte. Lady Colborne est décédée en février 1855.